# Raphaël Donguy
 (mars 2015).
Raphaël Donguy né à Saint-Brieuc (Côtes-du-Nord) le 15 février 1812 et mort dans cette même ville le 10 avril 1877 est un peintre français.

## Biographie
Raphaël Donguy est le fils de Sylvain Donguy (1781-1824), cordonnier. Orphelin de père en 1893, il fait des études dans le privé, puis s'installe à Paris pour y apprendre le dessin et la peinture. C'est une période de sa vie sur laquelle très peu de renseignements nous sont parvenus. On sait qu'il fut Compagnon du Tour de France.
Le 7 janvier 1839 à Saint-Brieuc, il épouse Aimée Lamand (1811-1887) qui lui donne quatre enfants : Raphaël Donguy, dit Raphaël le Jeune (1839-1888), également peintre décorateur, qui aida son père et reprit l'affaire à son décès ; Héloïse Donguy (1841-1894) ; Maie Donguy, (1844-1866) ; Aimée Donguy, (1848-1923). Le couple habite dans maison au 11, rue Charbonnerie à Saint-Brieuc, dont ils font l'acquisition le 16 novembre 1854. Il exerce en ces lieux la profession de peintre décorateur, encadreur jusqu'au début de l'année 1870.
En 1839, Mathias Le Groing de La Romagère, évêque de Saint-Brieuc, lui confie la décoration de la chapelle de l'évêché (aujourd'hui direction départementale de l'Équipement). La réussite de cette commande va lui ouvrir les voies du succès et de nombreuses commandes de la part des autorités religieuses.
Il se fait une spécialité de la décoration des voûtes, avec entrelacs géométriques dorés sur fond bleu, ainsi que du trompe-l'œil, des croisées d'ogives, ce qui donne de l'envolée à l'édifice. Il est très proche de l'épiscopat et devient l'ami d'Augustin David, évêque de Saint-Brieuc entre 1862 et 1882, prélat qui fit construire de nombreuses églises et lui passa des commandes.
Il devient membre du conseil municipal de Saint-Brieuc en 1860, mais ne se présentera pas une seconde fois, ayant eu des différends avec le maire.

## Collections publiques
- Berhet, chapelle Sainte-Brigitte :
  - Cœur Sacré de Jésus, 1850, huile sur toile ;
  - Peinture murale, décor du chœur et voûte de la chapelle, 1850.
- Gommenec'h, église Saint-Guy : Le Rosaire, 1877, huile sur toile.
- Goudelin, chapelle Notre-Dame-de-l'Isle[1] :
  - L'Annonciation, 1859, huile sur toile ;
  - Descente de Croix, entouré de deux anges, 1859, huile sur toile ;
  - Le Couronnement de la Vierge, 1859, huile sur toile.
- L'Hermitage-Lorge, église Notre-Dame : L'Assomption, 1851, huile sur toile.
- Kérity, église Saint-Sansom : décors de rinceaux et d'arabesques sur les murs et les voûtes, 1862.
- Lamballe, église Saint-Martin[2] : décor des murs et de la voûte, peintures murales.
- Langueux, église Saint-Pierre-et-Saint-Paul[3] : L'Assomption, 1855, huile sur toile.
- Plérin, église Saint-Pierre-et-Saint-Paul :
  - La Vierge et l'Enfant sur ses genoux, avec un moine et une moniale à genoux, 1860, huile sur toile ;
  - Le Bon Pasteur, 1860, huile sur toile, retable
  - Le Baptême du Christ dans le Jourdain, 1861, huile sur plâtre, baptistère[4].
- Plouézec, église Saint-Pierre : décor de la voûte, 1863.
- Plouguenast.
- Plounévez-Quintin, chapelle Notre-Dame de Kerhir[5] : enluminures dorées sur la voûte, peinture murale.
- Pouldouran, église Saint-Bergat :
  - Christ bénissant, 1864, peinture sur toile, oculus surmontant le maître autel ;
  - Décoration de la voûte, 1864, peintures sur toile.
- Quessoy, église Saint-Pierre :
  - Vierge au Rosaire avec l'Enfant Jésus, 1850, peinture murale ;
  - Saint-Anne apprenant à lire à la Vierge Marie, peinture murale.
- Quintin, collégiale Notre-Dame de Délivrance : Le Bon Pasteur, 1845, huile sur toile.
- Saint-Brandan.
- Saint-Brieuc :
  - basilique Notre-Dame-d'Espérance : peintures murales du triforium et des voûtes.
  - chapelle du collège Anatole Le Braz : décor de la voûte, 1863.
  - chapelle de l'évêché, aujourd'hui direction départementale de l'Équipement : peinture murale, 1839, ornements dorés, lambris, stucs. Commande de Mathias Le Groing de La Romagère (1817-1841), évêque de Saint-Brieuc.
  - église Saint-Michel :
    - L'Assomption de la Vierge, 1864, huile sur toile d'après Nicolas Poussin ;
    - peintures murales sur toile marouflée, 1864-1874.

  - Maison mère des Filles du Saint-Esprit, grande salle : Sainte Anne et la Vierge, 1868, huile sur toile.
  - mairie, ancienne salle des mariages : quatre sujets allégoriques, peintures sur toiles marouflées.
- Saint-Martin-des-Prés.
- Uzel.
- Yffiniac, église paroissiale : Baptême du Christ, huile sur toile.

### Émission radiophonique
- Dominique Chapron, « Raphaël Donguy », sur RCF, 28 juillet 2006 à 18h30.